# Maltatal
Maltatal – dolina rzeki Malta, w austriackiej Karyntii,  rozciągająca się od miejscowości Gmünd in Kärnten po kocioł zamknięty szczytami Ankogelgruppe. Źródła rzeki znajdują się pod lodowcem, spływającym z masywu Hochalmspitze. Po przyłączeniu wód potoku Gössbach Malta wpada do rzeki Lieser.
W Maltatal znajduje się kilka miejscowości, z których największą jest Malta.